# Всеукраїнський відкритий конкурс піаністів імені С.С. Прокоф'єва «PIANO.UA»
Всеукраїнський відкритий конкурс піаністів імені С.С. Прокоф’єва «PIANO.UA» – відкриті всеукраїнські музичні змагання піаністів, композиторів і диригентів, які проводяться в м. Київ (Україна) за підтримки Національної академії мистецтв України. Співорганізаторами конкурсу виступають Національна музична академія імені Петра Чайковського та громадська організація «Монтессорі центр конкурси». Всеукраїнський конкурс піаністів імені С.С. Прокоф’єва «PIANO.UA» проводиться з метою виявлення талановитих українських музичних виконавців, підвищення виконавської майстерності учнів, студентів і педагогів музичних установ України, підвищення рівня престижу музичних спеціальностей, обміну творчими досягненнями між музикантами.

## Історія
Великий піаніст, композитор і диригент ХХ століття Сергій Сергійович Прокоф’єв, чия світова слава витримала випробування часом, народився 23 квітня 1891 року в селі Сонцовка (нині село Красне), Донецька область, Україна. 12-18 квітня 1991 року, який був оголошений ЮНЕСКО "Роком Прокофь’єва" [Архівовано 20 березня 2020 у Wayback Machine.], в ознаменування 100-річчя з дня народження видатного українського композитора, в Донецьку вперше відбувся "Конкурс молодих піаністів на батьківщині Сергія Прокоф’єва". Автором ідеї виступив видатний український музикант, піаніст, педагог, професор, заслужений діяч мистецтв України Бойков В’ячеслав Григорович, який протягом двадцяти років очолював кафедру спеціального фортепіано Донецької державної музичної академії імені Сергія Прокоф’єва. Цей конкурс, починаючи з квітня 1999 року, став називатися "Міжнародним конкурсом молодих піаністів на батьківщині Сергія Прокоф’єва". З 2000 року конкурс проводився раз на два роки, навесні в залі Донецької обласної філармонії. Всього було проведено сім міжнародних конкурсів. VIII Міжнародний конкурс молодих піаністів на батьківщині Сергія Прокоф'єва у 2015 році не відбувся у зв'язку із війною на сході України. 

## Сучасність
У 2018 р. конкурс був відроджений за сприянням Міжнародної школи мистецтв "Монтессорі центр" і став називатися Всеукраїнський відкритий конкурс піаністів імені С.С. Прокоф’єва «PIANO.UA». В теперішній час конкурс проходить раз на рік, навесні. Учасники змагаються в 12 вікових категоріях в 9 номінаціях, які згруповані в 4 групи номінацій: "Фортепіано", "З оркестром", "Композиція", "Диригування". В конкурсі можуть брати участь українські та зарубіжні музиканти.  
Почесний голова журі – український піаніст і композитор, професор кафедри спеціального фортепіано № 1 Національної музичної академії України імені Петра Чайковського Олег Безбородько. Серед членів журі: український композитор, педагог, професор, заслужений діяч мистецтв України, до 2014 року - ректор Донецької державної музичної академії імені Сергія Прокоф’єва Олексій Скрипник; директор і художній керівник Національного ансамблю солістів «Київська камерата», диригент і піаніст, народний артист України, лауреат Національної премії України імені Тараса Шевченка, заслужений діяч мистецтв України Валерій Матюхін; піаніст, соліст і виконавчий директор Національного ансамблю солістів «Київська камерата», заслужений артист України Дмитро Таванець; український композитор, віолончеліст, лауреат премії імені Льва Ревуцького Золтан Алмаші. Голосування членів журі є відкритим. 
Головні призи конкурсу - 4 кубки Гран-Прі, які розігруються в групах номінацій. Учасники конкурсу також змагаються за право володіти званнями лауреатів і дипломантів, які, в свою чергу, розігруються в кожній номінації і віковій категорії. За результатами конкурсу підраховуються загальнокомандні заліки серед педагогів та навчальних закладів, учні яких беруть участь в конкурсі, та виявляються переможці, яким вручаються кубки. 
В III Всеукраїнському відкритому конкурсі піаністів імені С.С. Прокоф'єва «PIANO.UA», який відбувся в Києві 13-14 квітня 2019 року взяли участь 134 учасника з 60 навчальних закладів з 30 населених пунктів і 18 областей України. Учасників конкурсу підготували 97 педагогів.

Всеукраїнський відкритий конкурс піаністів імені С.С. Прокоф’єва «PIANO.UA»
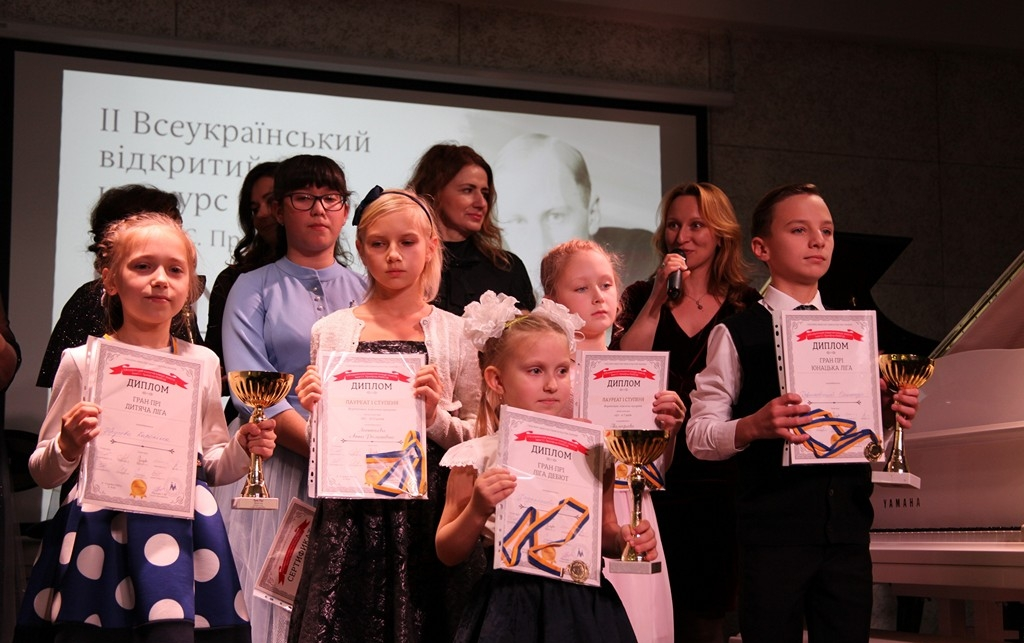
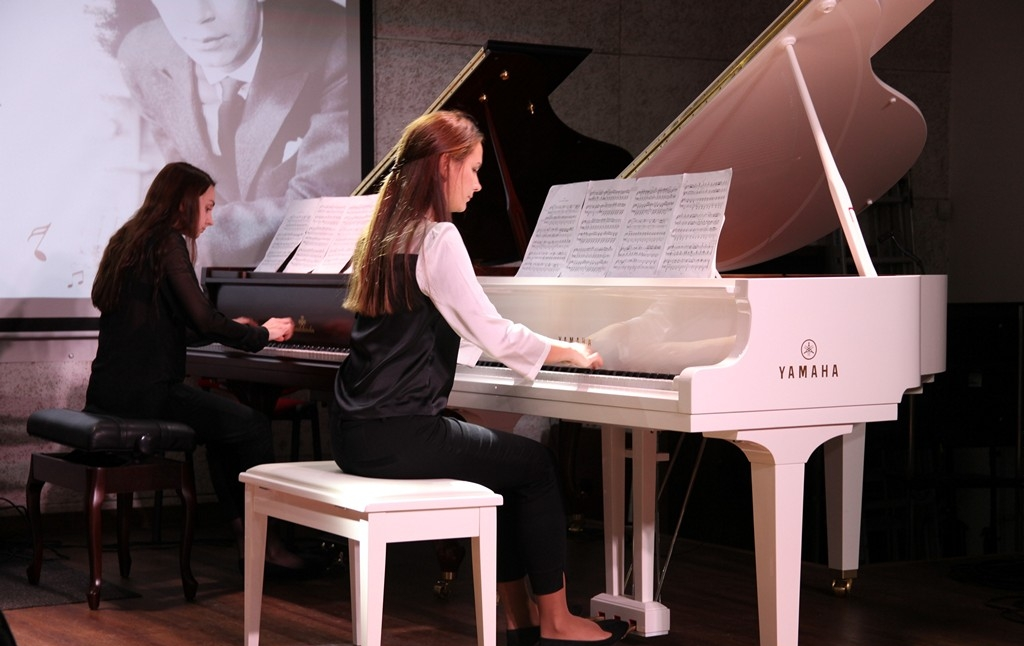
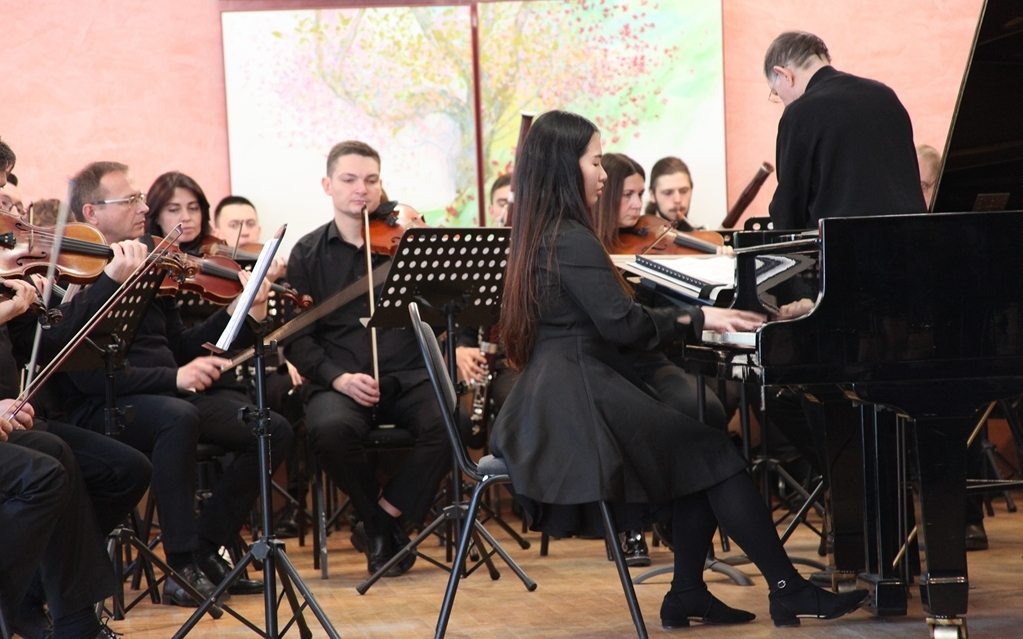
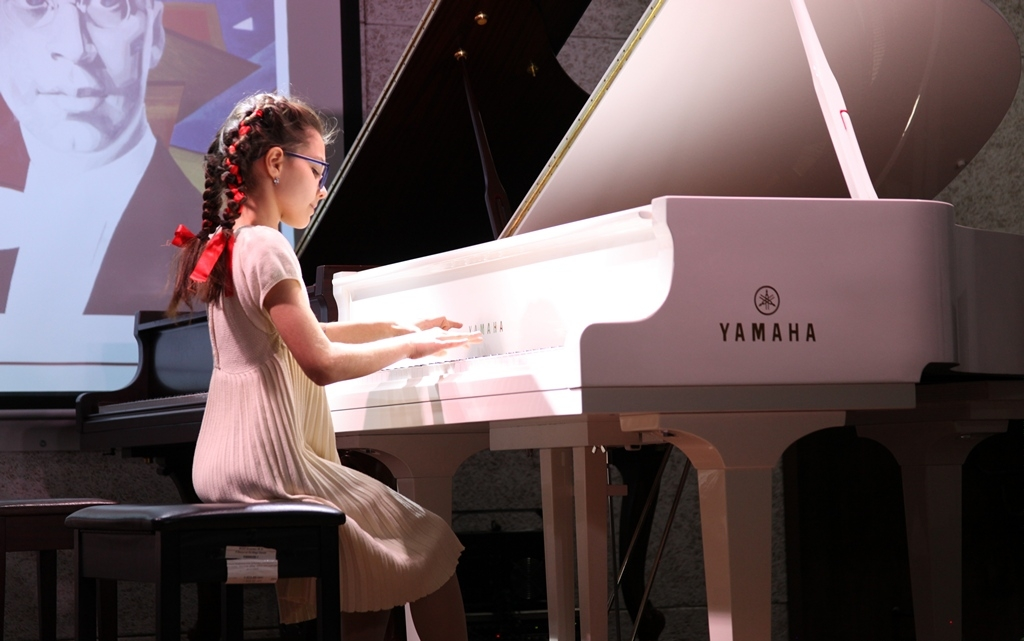
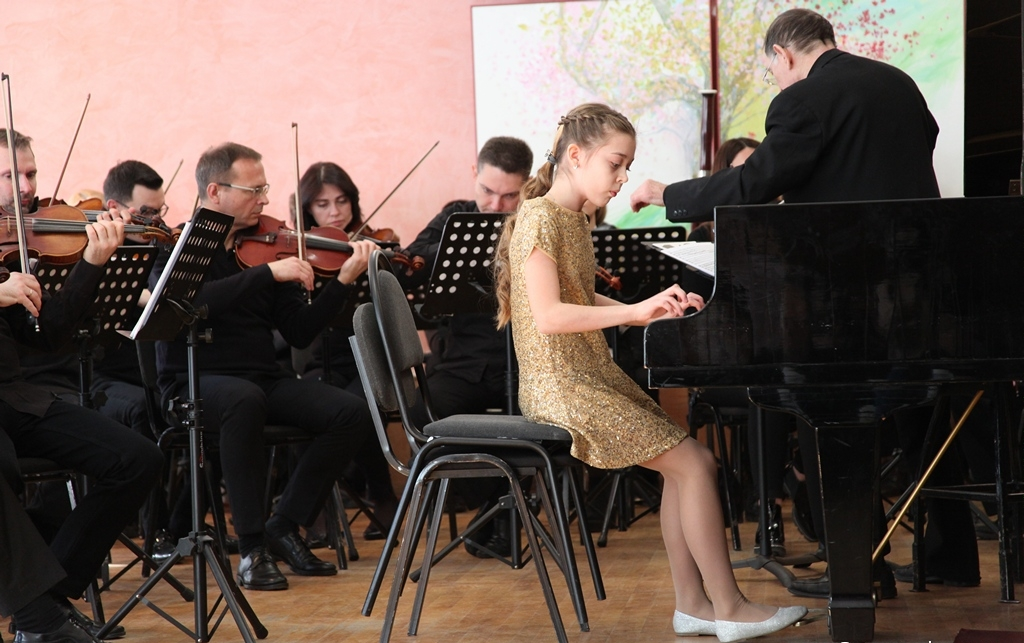
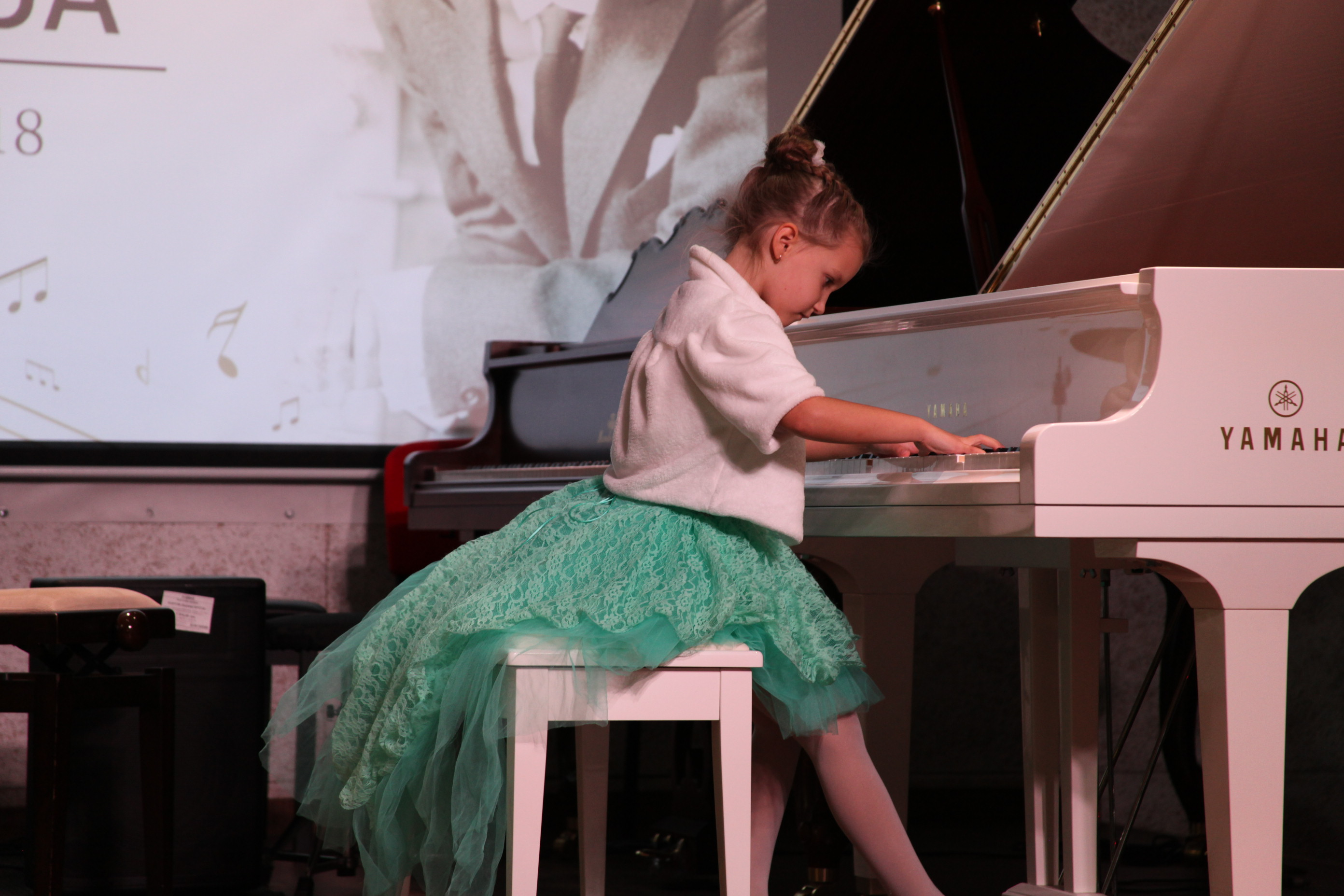
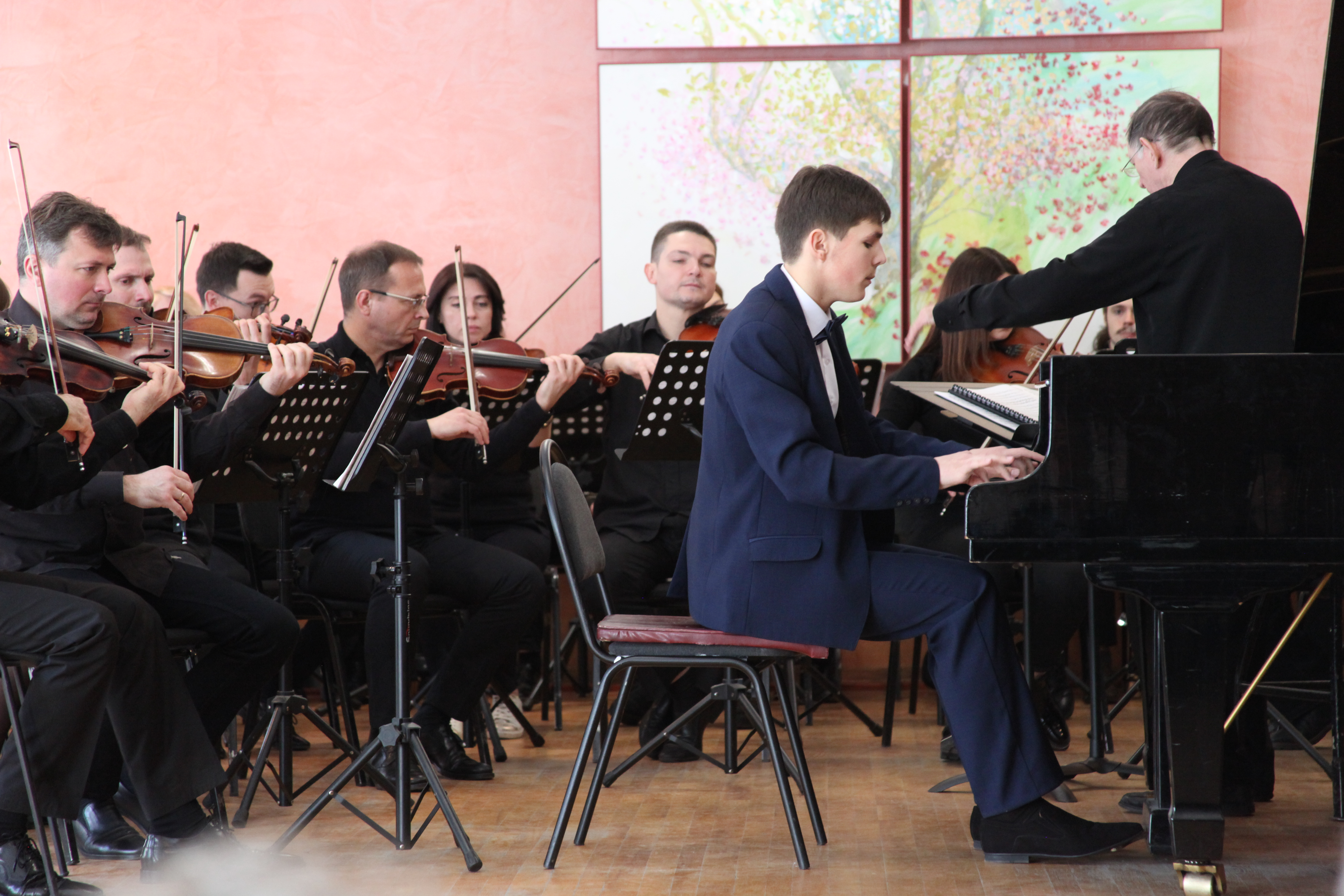
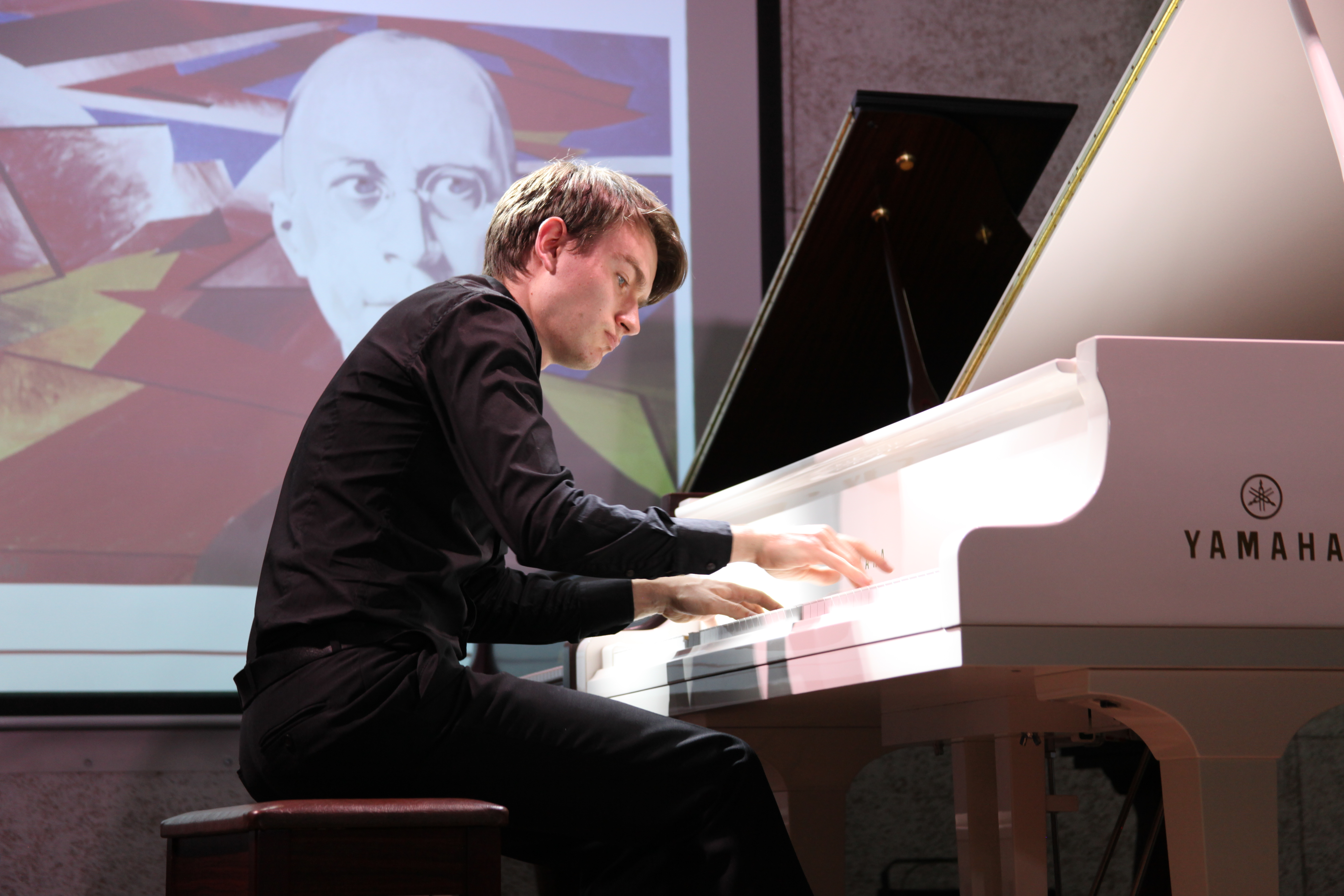

## Переможці конкурсу
| № конкурсу | Дата конкурсу | Ім'я Прізвище/ Назва                                                                             | Навчальний заклад                                                           | Країна  | Населений пункт | Гран-Прі                               |
| ---------- | ------------- | ------------------------------------------------------------------------------------------------ | --------------------------------------------------------------------------- | ------- | --------------- | -------------------------------------- |
| I          | 24.03.2018    | Фортепіанний дует у складі Ганни Іващенко та Олени Скоморохової                                  | Дитяча школа мистецтв № 3                                                   | Україна | Миколаїв        | Гран-Прі вищої ліги                    |
| I          | 24.03.2018    | Ольга Погодіна                                                                                   | Львівська національна музична академія імені Миколи Лисенка                 | Україна | Львів           | Гран-Прі молодіжної ліги               |
| I          | 24.03.2018    | Софія Селянко                                                                                    | Дніпровська школа культури та мистецтв ім. О. Гончара                       | Україна | Дніпро          | Гран-Прі дитячої ліги                  |
| II         | 8.12.2018     | Фортепіанний квартет у складі Юрчишиної Ірини, Безп’ятко Марини, Байбарзи Віти і Олексієнко Лесі | Гніванська дитяча музична школа                                             | Україна | Гнівань         | Гран-Прі вищої ліги                    |
| II         | 8.12.2018     | Володимир Чумаченко                                                                              | Національна музична академія України імені Петра Чайковського               | Україна | Київ            | Гран-Прі молодіжної ліги               |
| II         | 8.12.2018     | Олександр Дзвінковський                                                                          | Хмільницька школа мистецтв                                                  | Україна | Хмільник        | Гран-Прі юнацької ліги                 |
| II         | 8.12.2018     | Кароліна Трусова                                                                                 | Київська дитяча школа мистецтв імені Стефана Турчака                        | Україна | Київ            | Гран-Прі дитячої ліги                  |
| II         | 8.12.2018     | Софія Хаджинова                                                                                  | Волноваська школа мистецтв                                                  | Україна | Волноваха       | Гран-Прі ліги дебют                    |
| III        | 13.04.2019    | Діана Воднєва                                                                                    | Київська дитяча школа мистецтв № 2 ім. М.І. Вериківського                   | Україна | Київ            | Гран-Прі групи номінацій "Фортепіано"  |
| III        | 13.04.2019    | Софія Дорош                                                                                      | Київська середня спеціалізована музична школа-інтернат імені Миколи Лисенка | Україна | Київ            | Гран-Прі групи номінацій "З оркестром" |
| III        | 13.04.2019    | Оксана Величко                                                                                   | Національна музична академія України імені Петра Чайковського               | Україна | Київ            | Гран-Прі групи номінацій "Диригування" |

## Співорганізатори, підтримка
Співорганізатори конкурсу: Національна музична академія України імені Петра Чайковського, громадська організація "Монтессорі центр конкурси"
За підтримки: Національної академії мистецтв України
Офіційний оркестр конкурсу: Національний ансамбль солістів «Київська камерата»
Генеральний партнер і спонсор конкурсу: Міжнародна школа мистецтв "Монтессорі центр"

## Оргкомітет[14]
Співголови оргкомітету: ректор Національної музичної академії України імені Петра Чайковського Максим Тимошенко, директор Міжнародної школи мистецтв "Монтессорі центр" Ганна Росенко
Члени оргкомітету: народний артист України Валерій Матюхін, заступник директора Національного ансамблю солістів “Київська камерата” Рада Станкович-Спольська, заслужений діяч мистецтв України Леся Олійник, головний режисер конкурсу Сергій Ночовкін, заслужений артист України Дмитро Таванець